# Thomas Pennington Lucas
Thomas Pennington Lucas (13 april 1843 Dunbar - 15 november 1917 Brisbane), ook wel bekend als T.P. Lucas, was een in Schotland geboren Australische arts, natuuronderzoeker, auteur, filosoof en utopist.

## Vroege leven
Lucas werd geboren in Dunbar in Schotland, als zoon van Samuel Lucas, een predikant, en Elizabeth Broadhurst. Lucas erfde van zijn vader een liefde voor natuurhistorie en een levenslange vastberadenheid om zijn sterke religieuze overtuigingen te verzoenen met zijn wetenschappelijke overtuigingen, zoals blijkt uit veel van zijn boeken. Omdat zijn vader vaak op weg was naar nieuwe posten en zijn gezin meenam, volgde Lucas onderwijs aan de King Edward VI Grammar School in Stratford-on-Avon, de Helston Grammar School in Cornwall en de New Kingswood School in Bath.

## Emigratie naar Australië
Nadat hij tuberculose had gekregen, emigreerde Lucas in 1876 naar Melbourne in Australië, waar hij een medische praktijk opzette. Zijn drie kinderen voegden zich daar in 1879 bij hem, nadat ze waren verzorgd door zijn broer, Arthur Henry Shakespeare Lucas. Arthur volgde hem in 1883 naar Melbourne en werd zelf een bekende bioloog en schoolmeester.
In 1886 verhuisde Lucas met zijn gezin naar Brisbane in Queensland. Hij zette een medische praktijk op in het centrum van Brisbane. Later verhuisde hij in 1911 naar Acacia Ridge, ten zuiden van Brisbane, en uiteindelijk naar New Farm in het centrum van Brisbane.
Lucas geloofde sterk in de geneeskrachtige eigenschappen van papaja's en bracht een door hem ontwikkelde papajazalf op de markt, die nog steeds wordt geproduceerd door Lucas' nakomelingen op een locatie aan de Beaudesert Road in Acacia Ridge. In 2009, als onderdeel van de zogeheten Q150-viering, werd deze Papaja-zalf aangekondigd als een van de Q150-iconen van Queensland vanwege zijn rol als iconische innovatie en uitvinding.

## Wetenschapper
In 1882 richtte Lucas de "Field Naturalists Club of Victoria" op. Tijdens zijn leven verzamelde hij een groot aantal vlinders, waarvan sommige uiteindelijk in het bezit van het South Australian Museum kwamen. Daaronder waren veel nieuwe soorten voor de wetenschap en zijn door hem voor het eerst beschreven in wetenschappelijke publicaties.
Lucas was lid van verschillende wetenschappelijke genootschappen, waaronder de Linnean Society of London, de Royal Society, het Royal College of Surgeons of England en de British Medical Association in Engeland; en de Linnean Society of New South Wales, de Royal Society of Queensland en de Natural History Society of Queensland.

## Auteur
Lucas publiceerde tijdens zijn leven een aantal boeken, meestal over non-fictie-onderwerpen. Sommige waren echter fictie, zoals "The Curse and its Cure", bestaande uit twee romans die samengebonden en gepubliceerd zijn in 1894, "The Ruins of Brisbane in the Year 2000" en "Brisbane Rebuilt in the Year 2200". 

## Privéleven
Lucas was drie keer getrouwd. Zijn eerste vrouw was Mary Frances Davies met wie Lucas was getrouwd van 1868 tot haar dood in 1875 op 30-jarige leeftijd. Ze kregen zes kinderen, van wie er drie overleefden: Thomas Pennington (geboren 1869), Arthur Henry (1871) en Celia Juliana (1874). Zijn tweede vrouw was Mary Bradbury Ironside met wie hij van 1878 tot aan haar dood in 1888 was getrouwd. Ook zij baarde zes kinderen, van wie er slechts één, Eunice Sarah (geboren in 1886), de kindertijd overleefde. In 1889 trouwde hij met Susan Draper met wie hij getrouwd bleef tot aan zijn overlijden. Ze hadden geen kinderen.
Lucas stierf na een ziekbed van 2 weken op 73-jarige leeftijd in zijn huis in Brisbane.
- Nationale bibliotheek van Australië: 35281960
- Trove: 495765
- Virtual International Authority File: 91997456